# Killingly Pond State Park

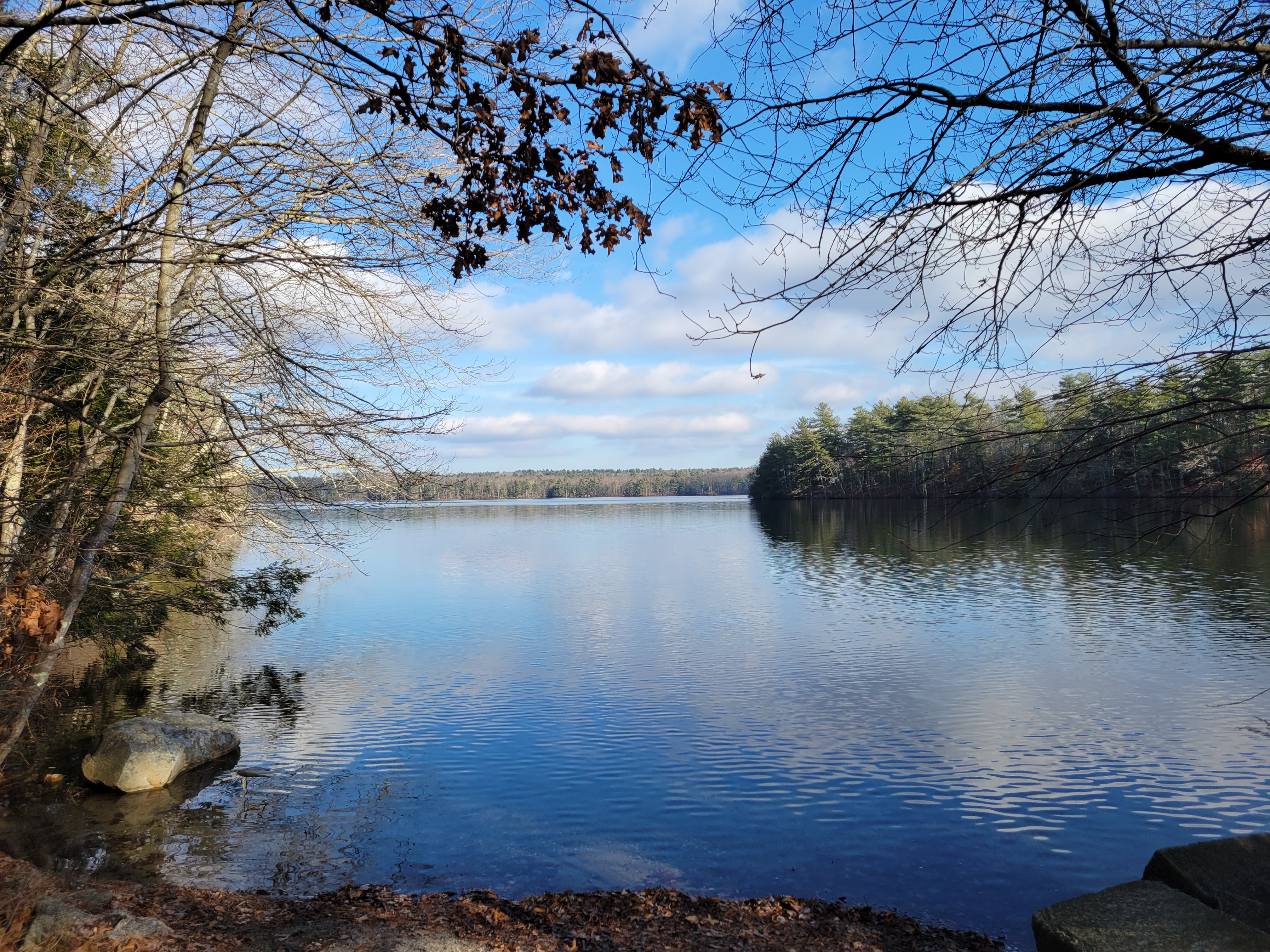
Killingly Pond (2023)

Killingly Pond State Park, das Gebiet um einen der Seen des Wauregan Reservoir ist ein State Park im US-Bundesstaat Connecticut auf dem Gebiet der Gemeinde Killingly. Der Killingly Pond und das geschützte Gebiet übergreifen die Grenze nach Rhode Island und setzen sich auf dem Gebiet von Glocester fort. Killingly Pond selbst bedeckt eine Fläche von 122 acres (49 ha). Er entwässert über das Middle Reservoir und den Whetstone Brook zum Quinebaug River.

## Freizeitaktivitäten
Im Park bestehen Möglichkeiten zum Angeln, Boot fahren und Wandern. Fischarten sind: Kettenhecht, Forellenbarsch, Schwarzbarsch, Sonnenbarsche und Amerikanischer Flussbarsch.